# Folija s mjehurićima
Folija s mjehurićima (ostali nazivi: folija sa zračnim mjehurićima, folija sa zračnim jastucima, aero folija, pucketajuća folija, zračna folija, folija s jastučićima od zraka) vrsta je PVC folije po kojoj su ravnomjerno raspoređeni zračni mjehurići. 
Izrađuje se u širokim površinama koje se može rezati po željenim dimenzijama i služi za omatanje predmeta radi zaštite od fizičkih tj. mehaničkih oštećenja poput udaraca, struganja, habanja ili pritisaka koji izobličuju. PVC folijom se sigurnosno pakira trgovačka roba i predmeti u poštanskom prometu, prijevozu ili svakodnevnoj uporabi. Može poslužiti i kao izolacijski materijal. Također može biti formatirana prema željenom pakiranju, te je dijelom pismovnih i paketnih omotnica, ili se od nje izrađuju vrećice u koje se stavlja osjetljiva roba, najčešće osjetljiva tehnika, porculan, keramika i sl. 
Folija može imati antistatička svojstva. Mjehurići mogu biti manji i veći. Izrađuje ju se od polietilena. Slična joj je ekspandirana folija. Folije s mjehurićima nekima služe za zabavu zbog mekoće i pucketavih zvukova kada ih se razbije pritiskom.